# Breitenlohe (Büchenbach)
Breitenlohe (fränkisch: Brandla) ist ein Gemeindeteil der Gemeinde Büchenbach im Landkreis Roth (Mittelfranken, Bayern). Breitenlohe liegt in der Gemarkung Büchenbach.

## Geographische Lage
Das Dorf liegt ca. 2,5 km westlich von Büchenbach inmitten von Feldern und Wiesen. Die nächstgrößere Stadt ist das 4,5 km entfernte Roth. Durch den Ort fließt der Brandlgraben, ein linker Zufluss der Aurach. Im Norden liegt die „Fronleite“, 0,75 km östlich das Flurgebiet „Matzenruh“, 0,5 km südöstlich das „Rother Wegholz“. Die Staatsstraße 2224 führt nach Tennenlohe (3,3 km nördlich) bzw. an der Hebresmühle vorbei zur Staatsstraße 2220 bei Aurau (1,5 km südlich). Gemeindeverbindungsstraßen führen nach Büchenbach (1,4 km östlich) und nach Gauchsdorf (1,8 km westlich).
Am alten Ortsverbindungsweg von Breitenlohe nach Büchenbach lag „Altbrandla“. Dabei handelte es sich vermutlich um drei eichstättische Höfe, die ca. 1300 erwähnt und wahrscheinlich 1449/50 zerstört wurden.

## Geschichte
Der Ort wurde in einer Urkunde, die zwischen 1132 und 1167 ausgestellt wurde, als „Breitenloch“ erstmals erwähnt. In dieser Urkunde wurde ein Tauschgeschäft zwischen dem Kloster Heilsbronn und Rapoto von Abenberg besiegelt, in dem das Kloster ein Gut in Breitenlohe und ein weiteres in Walpersdorf gegen andere eintauschte. Der Ortsname bedeutet breite Lohe (=Wald). Am Ort war das Adelsgeschlecht Muslohe, einem Nebenzweig der Küdorfer, ansässig. Da Adelsgeschlechter sich zu dieser Zeit immer nach dem Ort ihres Sitzes benannten, müsste Breitenlohe ursprünglich „Muslohe“ geheißen haben, was „Ort an der sumpfigen Lohe“ bedeuten würde. Tatsächlich befindet sich der Ort in einer sumpfigen Talaue. 1306 gab Irmgard von Sulzbürg einen Hof zu Breitenlohe an die Deutschordenskommende Nürnberg. Im Jahre 1492 schenkten die Ansbacher Markgrafen Friedrich und Siegmund dem Kloster Heilsbronn die Gefälle von zwei Höfen in Breitenlohe.
Laut dem Salbuch des markgräflichen Amtes Schwabach von 1530 gab es im Ort 13 Anwesen. Grundherren waren das Kastenamt Schwabach (1 Anwesen), das eichstättische Kastenamt Abenberg (4 Anwesen), die Deutschordenskommende Nürnberg (4 Anwesen), das Kloster Heilsbronn (2 Anwesen), das Spital Schwabach (1 Anwesen) und ein Nürnberger Eigenherr (1 Anwesen). 1732 gab es laut den Oberamtsbeschreibungen von Johann Georg Vetter im Ort 15 Anwesen: Kastenamt Schwabach (2), Kastenamt Abenberg (5), Deutschordenskommende Nürnberg (4), Klosterverwalteramt Heilsbronn (2) und Spital Schwabach (2). Gegen Ende des 18. Jahrhunderts gab es in Breitenlohe weiterhin 15 Anwesen und ein Gemeindehirtenhaus. Das Hochgericht übte das brandenburg-ansbachische Oberamt Schwabach aus. Die Dorf- und Gemeindeherrschaft hatte das Kastenamt Schwabach. Grundherren waren das Fürstentum Ansbach (Kastenamt Schwabach: 1 Ganzhof, 1 Halbhof; Spital Schwabach: 1 Halbhof mit Zapfenwirtschaft, 1 Köblergut; Klosterverwalteramt Heilsbronn: 1 Ganzhof, 1 Halbhof), das eichstättischen Kastenamt Abenberg (3 Ganzhöfe, 2 Halbhöfe) und die Deutschordenskommende Nürnberg (3 Ganzhöfe, 1 Köblergut).
Im Rahmen des Gemeindeedikts wurde 1808 Breitenlohe dem Steuerdistrikt Büchenbach (I. Sektion) und der 1818 gebildeten Ruralgemeinde Büchenbach zugeordnet.
Der Tabakanbau spielte eine wichtige Rolle in der Wirtschaft des Ortes, auch heute wird er noch betrieben. Das Dorf hat seine ländliche Struktur bewahrt, es gibt keine ausgewiesenen Siedlungsgebiete.

### Baudenkmal
- Haus Nr. 24: ehemaliges Bauernhaus mit Scheune[16]

### Einwohnerentwicklung
| Jahr      | 001818 | 001840 | 001861 | 001871 | 001885 | 001900 | 001925 | 001950 | 001961 | 001970 | 001987 | 002014 | 002019 |
| Einwohner | 115    | 115    | 147    | 142    | 122    | 112    | 116    | 125    | 104    | 101    | 101    | *104   | *104   |
| Häuser    | 22     | 21     |        |        | 28     | 31     | 28     | 26     | 23     |        | 25     |        |        |
| Quelle    | [ 18 ] | [ 19 ] | [ 20 ] | [ 21 ] | [ 22 ] | [ 23 ] | [ 24 ] | [ 25 ] | [ 26 ] | [ 27 ] | [ 28 ] | [ 1 ]  | [ 1 ]  |

## Religion
Der Ort ist seit der Reformation evangelisch-lutherisch geprägt und bis heute nach St. Willibald (Büchenbach) gepfarrt. Die Einwohner römisch-katholischer Konfession sind nach Herz Jesu (Büchenbach) gepfarrt.